# Arrington
Arrington – wieś w Anglii, w hrabstwie Cambridgeshire, w dystrykcie South Cambridgeshire. Leży 15 km na południowy zachód od miasta Cambridge i 70 km na północ od Londynu. W 2001 miejscowość liczyła 389 mieszkańców.